# 수정된 AMI 코드
수정된 AMI 코드(Modified AMI code)는 시스템 동기화를 유지하기 위한 디지털 통신 기술이다. AMI(Alternate mark inversion←대체 표시 반전) 라인 코드는 양극성 위반을 의도적으로 삽입하여 수정된다. 다양한 T-캐리어 및 E-캐리어 시스템에 사용되는 여러 유형의 수정된 AMI 코드가 있다.

## 제로 코드 억제
최소 마크 밀도를 보장하기 위해 사용된 첫 번째 기술은 전송된 각 8비트 바이트의 최하위 비트를 1로 설정하는 비트 스터핑 형태의 제로 코드 억제(zero code suppression)였다. (이 비트는 도난된 비트 신호로 인해 이미 사용할 수 없었다.) 이를 통해 어떤 방식으로든 AMI 코드를 수정할 필요가 없었지만 사용 가능한 데이터 속도는 DS0 음성 채널당 초당 56,000비트로 제한되었다. 또한 1의 낮은 최소 밀도(12.5%)로 인해 때때로 범위에서 클록 미끄러짐(clock slippage)이 증가했다.
대역폭에 대한 수요가 증가하고 초당 64,000비트를 요구하는 G.703 및 ISDN PRI 표준과의 호환성으로 인해 이 시스템이 B8ZS로 대체되었다.
 이 문서는 다음을 포함합니다: 퍼블릭 도메인 자료 - 총무청 문서 "연방 표준 1037C".